# Lista municipiilor din Maranhão

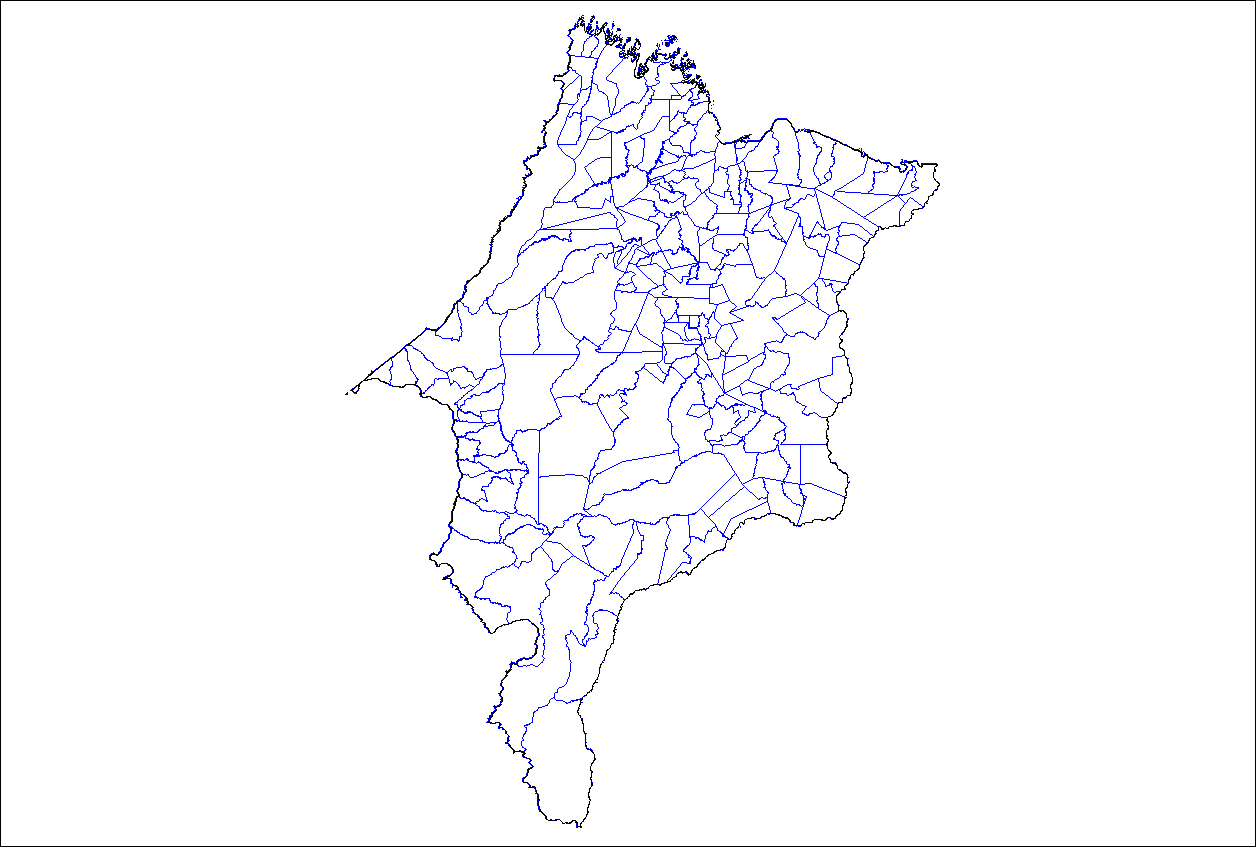
Municipiilor din Maranhão, Brazilia

Aceasta este lista municipiilor din statul Maranhão (MA), Brazilia.
| Mezoregiune       | Microregiune                   | Municipiu                    |
| ----------------- | ------------------------------ | ---------------------------- |
| Centro Maranhense | Alto Mearim e Grajaú           | Arame                        |
| Centro Maranhense | Alto Mearim e Grajaú           | Barra do Corda               |
| Centro Maranhense | Alto Mearim e Grajaú           | Fernando Falcão              |
| Centro Maranhense | Alto Mearim e Grajaú           | Formosa da Serra Negra       |
| Centro Maranhense | Alto Mearim e Grajaú           | Grajaú                       |
| Centro Maranhense | Alto Mearim e Grajaú           | Itaipava do Grajaú           |
| Centro Maranhense | Alto Mearim e Grajaú           | Jenipapo dos Vieiras         |
| Centro Maranhense | Alto Mearim e Grajaú           | Joselândia                   |
| Centro Maranhense | Alto Mearim e Grajaú           | Santa Filomena do Maranhão   |
| Centro Maranhense | Alto Mearim e Grajaú           | Sítio Novo                   |
| Centro Maranhense | Alto Mearim e Grajaú           | Tuntum                       |
| Centro Maranhense | Médio Mearim                   | Bacabal                      |
| Centro Maranhense | Médio Mearim                   | Bernardo do Mearim           |
| Centro Maranhense | Médio Mearim                   | Bom Lugar                    |
| Centro Maranhense | Médio Mearim                   | Esperantinópolis             |
| Centro Maranhense | Médio Mearim                   | Igarapé Grande               |
| Centro Maranhense | Médio Mearim                   | Lago do Junco                |
| Centro Maranhense | Médio Mearim                   | Lago dos Rodrigues           |
| Centro Maranhense | Médio Mearim                   | Lago Verde                   |
| Centro Maranhense | Médio Mearim                   | Lima Campos                  |
| Centro Maranhense | Médio Mearim                   | Olho d'Água das Cunhãs       |
| Centro Maranhense | Médio Mearim                   | Pedreiras                    |
| Centro Maranhense | Médio Mearim                   | Pio XII                      |
| Centro Maranhense | Médio Mearim                   | Poção de Pedras              |
| Centro Maranhense | Médio Mearim                   | Santo Antônio dos Lopes      |
| Centro Maranhense | Médio Mearim                   | São Luís Gonzaga do Maranhão |
| Centro Maranhense | Médio Mearim                   | São Mateus do Maranhão       |
| Centro Maranhense | Médio Mearim                   | São Raimundo do Doca Bezerra |
| Centro Maranhense | Médio Mearim                   | São Roberto                  |
| Centro Maranhense | Médio Mearim                   | Satubinha                    |
| Centro Maranhense | Médio Mearim                   | Trizidela do Vale            |
| Centro Maranhense | Presidente Dutra               | Dom Pedro                    |
| Centro Maranhense | Presidente Dutra               | Fortuna                      |
| Centro Maranhense | Presidente Dutra               | Gonçalves Dias               |
| Centro Maranhense | Presidente Dutra               | Governador Archer            |
| Centro Maranhense | Presidente Dutra               | Governador Eugênio Barros    |
| Centro Maranhense | Presidente Dutra               | Governador Luiz Rocha        |
| Centro Maranhense | Presidente Dutra               | Graça Aranha                 |
| Centro Maranhense | Presidente Dutra               | Presidente Dutra             |
| Centro Maranhense | Presidente Dutra               | Senador Alexandre Costa      |
| Centro Maranhense | Presidente Dutra               | São Domingos do Maranhão     |
| Centro Maranhense | Presidente Dutra               | São José dos Basílios        |
| Leste Maranhense  | Baixo Parnaíba Maranhense      | Água Doce do Maranhão        |
| Leste Maranhense  | Baixo Parnaíba Maranhense      | Araioses                     |
| Leste Maranhense  | Baixo Parnaíba Maranhense      | Magalhães de Almeida         |
| Leste Maranhense  | Baixo Parnaíba Maranhense      | Santa Quitéria do Maranhão   |
| Leste Maranhense  | Baixo Parnaíba Maranhense      | Santana do Maranhão          |
| Leste Maranhense  | Baixo Parnaíba Maranhense      | São Bernardo                 |
| Leste Maranhense  | Caxias                         | Buriti Bravo                 |
| Leste Maranhense  | Caxias                         | Caxias                       |
| Leste Maranhense  | Caxias                         | Matões                       |
| Leste Maranhense  | Caxias                         | Parnarama                    |
| Leste Maranhense  | Caxias                         | São João do Soter            |
| Leste Maranhense  | Caxias                         | Timon                        |
| Leste Maranhense  | Chapadas do Alto Itapecuru     | Barão de Grajaú              |
| Leste Maranhense  | Chapadas do Alto Itapecuru     | Colinas                      |
| Leste Maranhense  | Chapadas do Alto Itapecuru     | Jatobá                       |
| Leste Maranhense  | Chapadas do Alto Itapecuru     | Lagoa do Mato                |
| Leste Maranhense  | Chapadas do Alto Itapecuru     | Mirador                      |
| Leste Maranhense  | Chapadas do Alto Itapecuru     | Nova Iorque                  |
| Leste Maranhense  | Chapadas do Alto Itapecuru     | Paraibano                    |
| Leste Maranhense  | Chapadas do Alto Itapecuru     | Passagem Franca              |
| Leste Maranhense  | Chapadas do Alto Itapecuru     | Pastos Bons                  |
| Leste Maranhense  | Chapadas do Alto Itapecuru     | São Francisco do Maranhão    |
| Leste Maranhense  | Chapadas do Alto Itapecuru     | São João dos Patos           |
| Leste Maranhense  | Chapadas do Alto Itapecuru     | Sucupira do Norte            |
| Leste Maranhense  | Chapadas do Alto Itapecuru     | Sucupira do Riachão          |
| Leste Maranhense  | Chapadinha                     | Anapurus                     |
| Leste Maranhense  | Chapadinha                     | Belágua                      |
| Leste Maranhense  | Chapadinha                     | Brejo                        |
| Leste Maranhense  | Chapadinha                     | Buriti                       |
| Leste Maranhense  | Chapadinha                     | Chapadinha                   |
| Leste Maranhense  | Chapadinha                     | Mata Roma                    |
| Leste Maranhense  | Chapadinha                     | Milagres do Maranhão         |
| Leste Maranhense  | Chapadinha                     | São Benedito do Rio Preto    |
| Leste Maranhense  | Chapadinha                     | Urbano Santos                |
| Leste Maranhense  | Codó                           | Alto Alegre do Maranhão      |
| Leste Maranhense  | Codó                           | Capinzal do Norte            |
| Leste Maranhense  | Codó                           | Codó                         |
| Leste Maranhense  | Codó                           | Coroatá                      |
| Leste Maranhense  | Codó                           | Peritoró                     |
| Leste Maranhense  | Codó                           | Timbiras                     |
| Leste Maranhense  | Coelho Neto                    | Afonso Cunha                 |
| Leste Maranhense  | Coelho Neto                    | Aldeias Altas                |
| Leste Maranhense  | Coelho Neto                    | Coelho Neto                  |
| Leste Maranhense  | Coelho Neto                    | Duque Bacelar                |
| Norte Maranhense  | Aglomeração Urbana de São Luís | Paço do Lumiar               |
| Norte Maranhense  | Aglomeração Urbana de São Luís | Raposa                       |
| Norte Maranhense  | Aglomeração Urbana de São Luís | São José de Ribamar          |
| Norte Maranhense  | Aglomeração Urbana de São Luís | São Luís (state capital)     |
| Norte Maranhense  | Baixada Maranhense             | Anajatuba                    |
| Norte Maranhense  | Baixada Maranhense             | Arari                        |
| Norte Maranhense  | Baixada Maranhense             | Bela Vista do Maranhão       |
| Norte Maranhense  | Baixada Maranhense             | Cajari                       |
| Norte Maranhense  | Baixada Maranhense             | Conceição do Lago-Açu        |
| Norte Maranhense  | Baixada Maranhense             | Igarapé do Meio              |
| Norte Maranhense  | Baixada Maranhense             | Matinha                      |
| Norte Maranhense  | Baixada Maranhense             | Monção                       |
| Norte Maranhense  | Baixada Maranhense             | Olinda Nova do Maranhão      |
| Norte Maranhense  | Baixada Maranhense             | Palmeirândia                 |
| Norte Maranhense  | Baixada Maranhense             | Pedro do Rosário             |
| Norte Maranhense  | Baixada Maranhense             | Penalva                      |
| Norte Maranhense  | Baixada Maranhense             | Peri Mirim                   |
| Norte Maranhense  | Baixada Maranhense             | Pinheiro                     |
| Norte Maranhense  | Baixada Maranhense             | Presidente Sarney            |
| Norte Maranhense  | Baixada Maranhense             | Santa Helena                 |
| Norte Maranhense  | Baixada Maranhense             | São Bento                    |
| Norte Maranhense  | Baixada Maranhense             | São João Batista             |
| Norte Maranhense  | Baixada Maranhense             | São Vicente Ferrer           |
| Norte Maranhense  | Baixada Maranhense             | Viana                        |
| Norte Maranhense  | Baixada Maranhense             | Vitória do Mearim            |
| Norte Maranhense  | Itapecuru Mirim                | Cantanhede                   |
| Norte Maranhense  | Itapecuru Mirim                | Itapecuru Mirim              |
| Norte Maranhense  | Itapecuru Mirim                | Matões do Norte              |
| Norte Maranhense  | Itapecuru Mirim                | Miranda do Norte             |
| Norte Maranhense  | Itapecuru Mirim                | Nina Rodrigues               |
| Norte Maranhense  | Itapecuru Mirim                | Pirapemas                    |
| Norte Maranhense  | Itapecuru Mirim                | Presidente Vargas            |
| Norte Maranhense  | Itapecuru Mirim                | Vargem Grande                |
| Norte Maranhense  | Lençois Maranhenses            | Barreirinhas                 |
| Norte Maranhense  | Lençois Maranhenses            | Humberto de Campos           |
| Norte Maranhense  | Lençois Maranhenses            | Paulino Neves                |
| Norte Maranhense  | Lençois Maranhenses            | Primeira Cruz                |
| Norte Maranhense  | Lençois Maranhenses            | Santo Amaro do Maranhão      |
| Norte Maranhense  | Lençois Maranhenses            | Tutóia                       |
| Norte Maranhense  | Litoral Ocidental Maranhense   | Alcântara                    |
| Norte Maranhense  | Litoral Ocidental Maranhense   | Apicum-Açu                   |
| Norte Maranhense  | Litoral Ocidental Maranhense   | Bacuri                       |
| Norte Maranhense  | Litoral Ocidental Maranhense   | Bacurituba                   |
| Norte Maranhense  | Litoral Ocidental Maranhense   | Bequimão                     |
| Norte Maranhense  | Litoral Ocidental Maranhense   | Cajapió                      |
| Norte Maranhense  | Litoral Ocidental Maranhense   | Cedral                       |
| Norte Maranhense  | Litoral Ocidental Maranhense   | Central do Maranhão          |
| Norte Maranhense  | Litoral Ocidental Maranhense   | Cururupu                     |
| Norte Maranhense  | Litoral Ocidental Maranhense   | Guimarães                    |
| Norte Maranhense  | Litoral Ocidental Maranhense   | Mirinzal                     |
| Norte Maranhense  | Litoral Ocidental Maranhense   | Porto Rico do Maranhão       |
| Norte Maranhense  | Litoral Ocidental Maranhense   | Serrano do Maranhão          |
| Norte Maranhense  | Rosário                        | Axixá                        |
| Norte Maranhense  | Rosário                        | Bacabeira                    |
| Norte Maranhense  | Rosário                        | Cachoeira Grande             |
| Norte Maranhense  | Rosário                        | Icatu                        |
| Norte Maranhense  | Rosário                        | Morros                       |
| Norte Maranhense  | Rosário                        | Presidente Juscelino         |
| Norte Maranhense  | Rosário                        | Rosário                      |
| Norte Maranhense  | Rosário                        | Santa Rita                   |
| Oeste Maranhense  | Gurupi                         | Amapá do Maranhão            |
| Oeste Maranhense  | Gurupi                         | Boa Vista do Gurupi          |
| Oeste Maranhense  | Gurupi                         | Cândido Mendes               |
| Oeste Maranhense  | Gurupi                         | Carutapera                   |
| Oeste Maranhense  | Gurupi                         | Centro do Guilherme          |
| Oeste Maranhense  | Gurupi                         | Centro Novo do Maranhão      |
| Oeste Maranhense  | Gurupi                         | Godofredo Viana              |
| Oeste Maranhense  | Gurupi                         | Governador Nunes Freire      |
| Oeste Maranhense  | Gurupi                         | Junco do Maranhão            |
| Oeste Maranhense  | Gurupi                         | Luís Domingues               |
| Oeste Maranhense  | Gurupi                         | Maracaçumé                   |
| Oeste Maranhense  | Gurupi                         | Maranhãozinho                |
| Oeste Maranhense  | Gurupi                         | Turiaçu                      |
| Oeste Maranhense  | Gurupi                         | Turilândia                   |
| Oeste Maranhense  | Imperatriz                     | Açailândia                   |
| Oeste Maranhense  | Imperatriz                     | Amarante do Maranhão         |
| Oeste Maranhense  | Imperatriz                     | Buritirana                   |
| Oeste Maranhense  | Imperatriz                     | Cidelândia                   |
| Oeste Maranhense  | Imperatriz                     | Davinópolis                  |
| Oeste Maranhense  | Imperatriz                     | Governador Edison Lobão      |
| Oeste Maranhense  | Imperatriz                     | Imperatriz                   |
| Oeste Maranhense  | Imperatriz                     | Itinga do Maranhão           |
| Oeste Maranhense  | Imperatriz                     | João Lisboa                  |
| Oeste Maranhense  | Imperatriz                     | Lajeado Novo                 |
| Oeste Maranhense  | Imperatriz                     | Montes Altos                 |
| Oeste Maranhense  | Imperatriz                     | Ribamar Fiquene              |
| Oeste Maranhense  | Imperatriz                     | São Francisco do Brejão      |
| Oeste Maranhense  | Imperatriz                     | São Pedro da Água Branca     |
| Oeste Maranhense  | Imperatriz                     | Senador La Rocque            |
| Oeste Maranhense  | Imperatriz                     | Vila Nova dos Martírios      |
| Oeste Maranhense  | Pindaré                        | Altamira do Maranhão         |
| Oeste Maranhense  | Pindaré                        | Alto Alegre do Pindaré       |
| Oeste Maranhense  | Pindaré                        | Araguanã                     |
| Oeste Maranhense  | Pindaré                        | Bom Jardim                   |
| Oeste Maranhense  | Pindaré                        | Bom Jesus das Selvas         |
| Oeste Maranhense  | Pindaré                        | Brejo de Areia               |
| Oeste Maranhense  | Pindaré                        | Buriticupu                   |
| Oeste Maranhense  | Pindaré                        | Governador Newton Bello      |
| Oeste Maranhense  | Pindaré                        | Lagoa Grande do Maranhão     |
| Oeste Maranhense  | Pindaré                        | Lago da Pedra                |
| Oeste Maranhense  | Pindaré                        | Marajá do Sena               |
| Oeste Maranhense  | Pindaré                        | Nova Olinda do Maranhão      |
| Oeste Maranhense  | Pindaré                        | Paulo Ramos                  |
| Oeste Maranhense  | Pindaré                        | Pindaré-Mirim                |
| Oeste Maranhense  | Pindaré                        | Presidente Médici            |
| Oeste Maranhense  | Pindaré                        | Santa Inês                   |
| Oeste Maranhense  | Pindaré                        | Santa Luzia                  |
| Oeste Maranhense  | Pindaré                        | Santa Luzia do Paruá         |
| Oeste Maranhense  | Pindaré                        | São João do Carú             |
| Oeste Maranhense  | Pindaré                        | Tufilândia                   |
| Oeste Maranhense  | Pindaré                        | Vitorino Freire              |
| Oeste Maranhense  | Pindaré                        | Zé Doca                      |
| Sul Maranhense    | Chapadas das Mangabeiras       | Benedito Leite               |
| Sul Maranhense    | Chapadas das Mangabeiras       | Fortaleza dos Nogueiras      |
| Sul Maranhense    | Chapadas das Mangabeiras       | Loreto                       |
| Sul Maranhense    | Chapadas das Mangabeiras       | Nova Colinas                 |
| Sul Maranhense    | Chapadas das Mangabeiras       | Sambaíba                     |
| Sul Maranhense    | Chapadas das Mangabeiras       | São Domingos do Azeitão      |
| Sul Maranhense    | Chapadas das Mangabeiras       | São Félix de Balsas          |
| Sul Maranhense    | Chapadas das Mangabeiras       | São Raimundo das Mangabeiras |
| Sul Maranhense    | Gerais de Balsas               | Alto Parnaíba                |
| Sul Maranhense    | Gerais de Balsas               | Balsas                       |
| Sul Maranhense    | Gerais de Balsas               | Feira Nova do Maranhão       |
| Sul Maranhense    | Gerais de Balsas               | Riachão                      |
| Sul Maranhense    | Gerais de Balsas               | Tasso Fragoso                |
| Sul Maranhense    | Porto Franco                   | Campestre do Maranhão        |
| Sul Maranhense    | Porto Franco                   | Carolina                     |
| Sul Maranhense    | Porto Franco                   | Estreito                     |
| Sul Maranhense    | Porto Franco                   | Porto Franco                 |
| Sul Maranhense    | Porto Franco                   | São João do Paraíso          |
| Sul Maranhense    | Porto Franco                   | São Pedro dos Crentes        |